# 75 років Миколаївській області (монета)
«75 ро́ків Миколаї́вській о́бласті» — ювілейна монета номіналом 5 гривень, випущена Національним банком України, присвячена «краю корабелів, машинобудівників і хліборобів», розташованому в степовій зоні на півдні України — у басейні нижньої течії Південного Бугу — Миколаївській області. Основа економічного потенціалу Миколаївщини — енергетика і суднобудування, агропромисловість.
Монету введено в обіг 29 листопада 2012 року. Вона належить до серії «Області України».

## Опис монети та характеристики
| Номінал грн. | Метал                   | Маса, г | Діаметр, мм | Якість виготовлення       | Гурт                 | Тираж, штук |
| ------------ | ----------------------- | ------- | ----------- | ------------------------- | -------------------- | ----------- |
| 5            | нікелевий сплав, нордик | 9,4     | 28,0        | спеціальний анциркулейтед | секторальне рифлення | 15 000      |

### Аверс
На аверсі монети розміщено: угорі малий Державний Герб України, під яким рік карбування монети — «2012», по колу написи: «НАЦІОНАЛЬНИЙ БАНК УКРАЇНИ» (угорі), «П'ЯТЬ ГРИВЕНЬ» (унизу), у центрі зображено композицію — судно, амфору та античну монету, букет із соняшників, винограду та пшеничних колосків, праворуч — логотип Монетного двору Національного банку України.

### Реверс
На реверсі монети зображено герб області та по колу розміщено написи: «МИКОЛАЇВСЬКА ОБЛАСТЬ» (угорі), «ЗАСНОВАНА У 1937 РОЦІ» (унизу).

## Автори

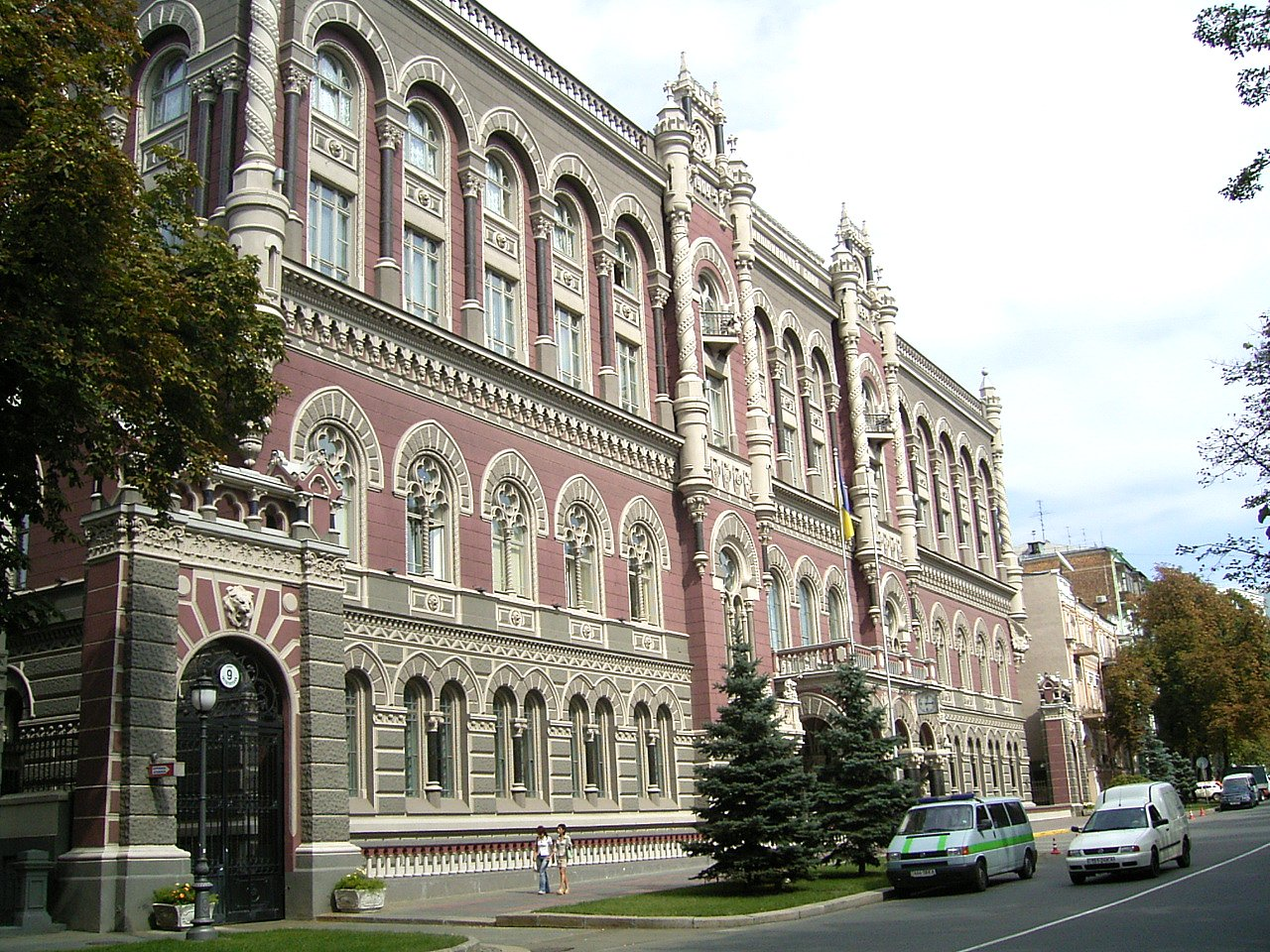
Будівля Національного банку України

- Художник — Іваненко Святослав.
- Скульптори: Дем'яненко Володимир, Дем'яненко Анатолій.

## Вартість монети
Під час введення монети в обіг в 2012 році, Національний банк України реалізовував монету через свої філії за ціною 19 гривень.
Фактична приблизна вартість монети, з роками змінювалася так:
| Рік        | 2013 | 2014 | 2015 | 2016 | 2017  | 2018  | 2019  | 2020  | 2021  | 2022  | 2023  | 2024  | 2025  |
| ---------- | ---- | ---- | ---- | ---- | ----- | ----- | ----- | ----- | ----- | ----- | ----- | ----- | ----- |
| Ціна, грн. | 130  | 149  | 350  | 500  | 1 100 | 1 950 | 1 700 | 1 600 | 1 620 | 1 700 | 4 300 | 5 900 | 5 500 |